# Den nye granskaren
Den Nye Granskaren var en tidskrift, utgiven från 30 april 1784 till 25 augusti 1784 i Stockholm, nr 1–18 tryckta i Kumblinska Tryckeriet och nr 19, 20 hos P. A. Brodin 1784. Den trycktes i  frakturstil med devis: »Sapere aude Horatius.»
Tidningen var en litterär och kritisk tidskrift utgiven av Thomas Thorild. Såsom prospekt till densamma gav Thorild anonymt ut: Om Dagblad och ideen af et nytt, Stockholm, Kumblinska Tryckeriet 1784 med devisen: "Truth is Beauty. Shaftesbury." Sedan tillkännagavs i Stockholms-Posten den 29 april 1784 att nr 1, 2 av Den Nye Granskaren skulle utkomma i morgon.
Tidningen skulle komma ut med ett nummer per vecka måndagar, men kom vanligen ut i dubbelnummer på tisdagar eller onsdagar. Vanligen hade tidningen 8 sidor. Av tidningen omtrycktes nr 7, 8 (från maj 1784) i Stockholm hos P. A. Brodin 1786  motsvarar sidorna 25-32). Såväl prospektet som tidningen är omtryckta dock ofullständigt i Thorilds Samlade skrifter, utgiven av E. G. Geijer, Uppsala 1820 men fullständigt i Hansellis upplaga därav tryckt i Uppsala och Stockholm 1874–1881. Varje dubbelnummer omfattade 8 sidor, i kvarto 16,5 x 12,3 cm. Tidningen kostade 1 skilling specie per ark (= dubbelnumret).